# 洗衣房

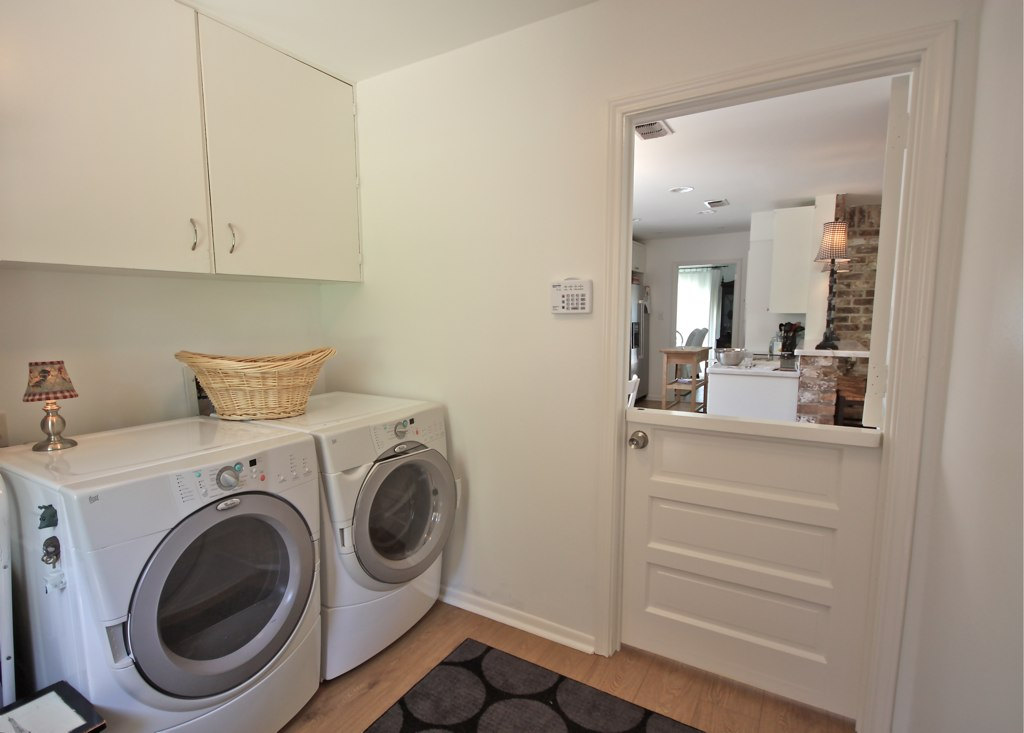
洗衣房

洗衣房或洗衣间是清洗衣物的房間，有时也用于烘干衣服。在现代家居中，洗衣房通常配备全自动洗衣機或乾衣機，通常还有盥洗盆，用于手洗如毛衣等精致衣物。